# Marcelo Piloto
Marcelo Fernando Pinheiro Veiga (Rio de Janeiro, 8 de maio de 1975) mais conhecido por Marcelo Piloto, é um criminoso brasileiro, e um dos líderes da organização criminosa Comando Vermelho - na hierarquia, seu cargo só está abaixo do de Fernandinho Beira-Mar.
Em 2017, quando foi capturado pela Polícia paraguaia, ele era considerado o traficante mais procurado do Brasil. Até 2015, era alvo de 21 mandados de prisão, acusado de uma extensa lista de crimes como: tráfico de drogas e armas, esbulho possessório, homicídios, roubos, porte ilegal de armas, incêndio, dano ao patrimônio público, receptação, explosão, formação de quadrilha, associação para o tráfico de drogas e condutas afins, entre outros. No total eram 55 ocorrências policiais em que ele estaria envolvido.

## Biografia
A "carreira" de Marcelo Piloto no crime teve início com roubos de veículos na Zona Norte do Rio. O bandido ganhou apelido de "Piloto" porque era o motorista da quadrilha. 
Mais tarde, ele se tornaria o chefe do tráfico de drogas nas comunidades Mandela I, II e III, no Complexo de Manguinhos, no Rio. 
No dia 24 de agosto de 2007, após 9 anos preso, ganhou da Justiça o direito de cumprir a pena no regime semiaberto, indo para o Instituto Penal Edgard Costa, em Niterói, de onde fugiu e nunca mais voltou.
Em julho de 2010, participou e liderou os arrastões ocorridos na Avenida Pastor Martin Luther King Jr., e na Linha Amarela. O Disque-Denúncia, então, lançou o primeiro cartaz de "Procurado" do traficante, no qual pedia informações sobre o bandido e oferecia uma recompensa de R$ 2 mil.
Em julho de 2012, ele participou de uma das mais ousadas operações do tráfico para livrar da prisão um aliado, quando um grupo de dez traficantes resgatou Diogo de Souza Feitoza, o DG. Suspeita-se que foi neste mesmo ano, após a ocupação da Favela de Manguinhos pelas forças de segurança para a implantação de uma Unidade de Polícia Pacificadora, que Marcelo fugiu para o Paraguai. Desde então, passou a usar uma identidade falsa e mudar de endereço a cada seis meses para despistar as polícias paraguaia e brasileira.
Em 2014, Karen Bastos, sua ex-mulher e conhecida como "Gorda", foi presa, acusada de receber e repassar ordens de Piloto para o bando.
Em 28 de abril de 2015, o Disque-Denúncia aumentou a recompensa por informações que levassem à captura de Marcelo Piloto, de R$ 2 mil para R$ 10 mil. 
No dia 31 de março de 2017, a polícia descobriu que Marcelo estava escondido no Paraguai, após um de seus comparsas o entregar. Na ocasião, um traficante da comunidade carioca do Mandela, foi preso por policiais militares e levado à 21ª DP. Na delegacia, o homem prestou um depoimento detalhando toda a estrutura do tráfico da favela. Sobre Piloto, o criminoso afirmou que era “o principal fornecedor de drogas e armas da favela” e acrescentou que ele “estaria no Paraguai”. Segundo a investigação da 21ª DP, Piloto, “mesmo residindo no Paraguai, gerenciava os pontos de vendas de drogas na comunidade do Mandela e enviava grandes cargas de drogas e armas para abastecer a comunidade”.
Marcelo também é suspeito de ter dado apoio logístico aos bandidos do Primeiro Comando da Capital (PCC) no mega-assalto à transportadora Prosegur, em Ciudad Del Este, realizado na madrugada do dia 24 de abril de 2017.

### Capturado e Preso no Paraguai
Em 13 de dezembro de 2017, Marcelo foi capturado, na cidade de Encarnación, no Paraguai, durante uma operação integrada da Secretaria de Inteligência da Secretaria de Estado de Segurança (Seseg) do Rio em conjunto com a representação da Polícia Federal do Brasil naquele país e órgãos policiais do Paraguai. Agentes da Polícia Federal brasileira apreenderam, no imóvel onde ele foi preso, três documentos com o nome falso de Marcos Lopes Correia: uma identidade brasileira, outra paraguaia e uma carteira de habilitação paraguaia.
Três dias depois da prisão, a Seseg pediu a extradição do traficante e a inclusão de seu nome no alerta vermelho da Interpol.
Desde que foi capturado e preso, em pelo menos 6 oportunidades, policiais do Brasil e do Paraguai frustraram tentativas de libertação do traficante.

### Planos para Continuar Preso no Paraguai
Investigações da Polícia de ambos os países chegaram a conclusão que Piloto elaborou um plano para permanecer preso no Paraguai. Para os policiais, Piloto queria permanecer no Paraguai porque considerava mais fácil fugir de presídios de lá.
Desde então, ele passou a assumir à Justiça paraguaia crimes cometidos naquele país, com o objetivo de ser julgado lá.
No dia 26 de outubro de 2018, a juíza paraguaia Alicia Pedrozo autorizou a extradição de Piloto para o Brasil, após seguidas tentativas de fuga do chefão do Comando Vermelho. De acordo com a decisão, porém, o traficante só poderia ser extraditado após a conclusão de dois processos que existem contra ele no Paraguai, um por homicídio e outro por falsificação de documentos.
Sabendo desta condição, Marcelo atacou, de dentro da cela de segurança máxima onde estava detido, usando uma faca de sobremesa, uma garota de programa de 18 anos. Ele golpeou-a na cabeça e cravou a arma em seu corpo 16 vezes, matando-a. Depois do crime, o próprio advogado de Piloto afirmou que agora seu cliente precisaria ser julgado por homicídio, e que isso deveria impedir sua extradição para o Brasil.

### Expulsão do Paraguai e Extradição ao Brasil
Tão logo foi-se noticiado o assassinato da garota de programa por Marcelo, ele foi expulso do Paraguai por ordem do presidente Mario Abdo Benítez; Benítez não quis “esperar mais o processo da Justiça” e destituiu toda a cúpula policial. Foi assim que, no dia 19 de novembro de 2018, Piloto foi extraditado para o Brasil.